# سد سفیدکمر
 سد سفیدکمر  یکی از سدهای در حال بهره برداری استان زنجان است.